# Харківський вищий коледж мистецтв
Комунальний заклад «Харківський вищий коледж мистецтв» — заклад вищої освіти I рівня акредитації у м. Харків. Заснований у 1967 році як центр підготовки кадрів для закладів культури. За час свого існування училище підготувало понад 4 тисячі фахівців. До 2016 року мав назву Обласни́й комуна́льний за́клад «Ха́рківське учи́лище культу́ри».
В училищі працюють кілька художніх колективів:
- Народний хор училища лауреат Харківського міського конкурсу «Студентська весна».
- Фольклористичний гурт «Слобожаночка» (керівник заслужена артистка України Шишкіна О. А.).
- Дипломант міжнародного фестивалю традиційної народної культури «Покуть», ансамбль народного танцю «Закаблуки» (керівник переможець конкурсу «Молода людина року» Ковалівська О. І.).
- Естрадно-духовий оркестр, на базі якого створено естрадний ансамбль «Orange-band» — переможець та дипломант Всеукраїнських та Міжнародних конкурсів таких як Performance Jazz 2016 (м. Миколаїв); Dance Song Fest 2015—2016 (м. Харків); Jazz Fiesta 2015—2016 (м. Харків) та ін.

## Спеціальності
- Народна художня творчість (керівник хору, оркестру естрадних, духових інструментів, оркестру народних інструментів, режисура театралізованих свят та обрядів).
- Бібліотечна справа (бібліотекар-бібліограф).
- Діловодство (секретар-референт).
- Хореографія (артист балету, артист ансамблю народного танцю).
- Музичне мистецтво.

## Матеріальна база
- Гуртожиток на 640 місць.
- Музичний інструментарій.
- Комп'ютерний клас.
- Навчальні аудиторії, які обладнані аудіо- та відеотехнікою.